# Massimino dei Goti
Massimino dei Goti (IV secolo – V secolo) è stato un vescovo tedesco.
Giunto in Africa con un contingente goto, nel 428 a Ippona finì al centro di un'accesa disputa trinitaria ripresa poi da Agostino di Ippona, che bollò Massimino come eretico.
Fu probabilmente autore di un Discorso contro Ambrogio (Dissertatio contra Ambrosium).

## Opere
- Friedrich Kauffmann, Aus der Schule des Wulfila. Auxenti Dorostorensis epistula de fide uita et obitu Wulfilae im Zusammenhang der Dissertatio Maximini contra Ambrosium (Texte und Untersuchungen zur altgermanischen Religionsgeschichte, Texte, 1), Strasburgo, 1899.